# (30281) Horstman
(30281) Horstman est un astéroïde de la ceinture principale.

## Description
(30281) Horstman est un astéroïde de la ceinture principale. Il fut découvert le 24 avril 2000 à la station Anderson Mesa par le programme de relevé astronomique LONEOS. Il présente une orbite caractérisée par un demi-grand axe de 2,33 UA, une excentricité de 0,20 et une inclinaison de 7,5° par rapport à l'écliptique.